# オペラ館
オペラ館（オペラかん、1909年5月 - 1944年3月31日 閉鎖廃業）は、かつて存在した日本の映画館、劇場である。

## 略歴・概要
1909年（明治42年）5月、日本館が移転した跡地、東京市浅草区公園六区二号地（現在の東京都台東区浅草2丁目5番）に開業した。同年同月8日、それまで大勝館をフラッグシップ館にしていたM・パテー商会が製作配給した映画『楠正成』を上映して始まった。以降、同年内に合計11本のM・パテー作品をフラッグシップとして公開した。
1910年（明治43年）1月1日には、吉沢商店が製作配給した映画『明治曾我』を公開して以降、1912年（大正元年）8月25日公開の『遺言』『日本ジゴマ』まで、吉沢商店のフラッグシップ館になった。同年9月10日、M・パテー、吉沢商店、福宝堂、横田商会が合併し、日本活動写真株式会社（現在の日活）となり、同館も日活の事業場となった。以降、日活のとくに向島撮影所製作作品のフラッグシップ館となった。
1923年（大正12年）9月1日、関東大震災が首都を襲い、浅草は壊滅、オペラ館も崩壊するが、やがて再建する。再建後の同年末から1924年（大正13年）にはマキノ映画製作所が作品を供給した。
1931年（昭和6年）12月16日、新築オープン、こけら落としは、榎本健一・二村定一ダブル座長の軽演劇の劇団『ピエル・ブリヤント』の旗揚げ公演であった。1932年（昭和7年）7月、「ピエル・ブリヤント」が松竹と契約して専属になり、フランチャイズ劇場が松竹座となった。
1938年（昭和13年）、永井荷風が脚本を書き、菅原明朗がスコアを書いたオペラ『葛飾情話』の公演を行った。
1944年（昭和19年）3月31日の公演をもって強制的に取り壊され、更地となった。その後、現在同様の複数の商店に分割した。

## 註
1. ↑  永井[1987], 昭和19年3月31日付の記述を参照。

## 関連事項
- 日本館
- ピエル・ブリヤント